# Сурашка низија
Сурашка низија (блр. Суражская нізіна; рус. Суражская низина) низијско је подручје на крајњем истоку Гарадочког и североистоку Витепског рејона, на истоку Витепске области Белорусије. Делимично обухвата и најзападније делове Смоленске области у Русији. Део је географске целине Белоруског појезерја. Ограничена је моренским узвишењима Гарадочког и Витепског побрђа.
Низија је благо заталасана и њеним рељефом доминирају ниска узвишења еолског порекла и ујезерене котлине. Надморске висине крећу се између 150 и 160 метара, а површина низије се процењује на око 900 км². У основи тла налазе се лимно-глацијалне наслаге глина, песка и шљунка.
Најважнији хидролошки објекат низије је река Западна Двина са својим притокама Каспљом, Усвјачом и Овсјанком, док су најважнија језера Вимна и Тјоста.
Под шумама је око трећина територије низије, а доминирају шуме мешовитог типа. Уз десну обалу Двине, на граници са Смоленском облашћу доминирају шуме брезе и јасике, ређе смрче, док су уз леву обалу доминантније четинарске врсте дрвећа. У нижим деловима честе су мочваре. Обрађено је око 20% површина.